# Garry’s Mod
Garry’s Mod – strzelanka pierwszoosobowa wydana w 2004 roku przez Garry’ego Newmana jako modyfikacja silnika Source. 29 listopada 2006 Valve Corporation udostępnił komercyjną, samodzielną wersję gry.

## Rozgrywka
Wprowadza tryb piaskownicy, w którym można manipulować obiektami z gier opartych na silniku Source zgodnie z prawami fizyki symulowanymi przez Havok i ustawiać je w dowolnym miejscu w przestrzeni za pomocą broni przypominającej zmodyfikowany gravity gun, oraz sterować mimiką modeli postaci. Poza tym mod zawiera tryb gry wieloosobowej, w którym gracze mogą sterować dowolną postacią i używać każdej broni z gry Half-Life 2, na dowolnej mapie. Dodatkowo do programu można importować własną broń, modele i tryby rozgrywki.

### Twórczość graczy
Gracze tworzą własne akcesoria, mapy, dodatki i inne elementy gry, które publikują na przeznaczonej do tego stronie. Dodatki te mogą pobierać tylko ci gracze, którzy posiadają grę na platformie Steam. Rozszerzenia do Garry’s Mod pisane są w języku Lua.

### Dodatki
Dodatki do tej modyfikacji dzielą się na kilka grup:
- SWEP – Scripted Weapon jest to broń napisana w języku Lua, którą gracz może dostać poprzez wybranie odpowiedniej opcji w „Spawn Menu”.
- SNPC – Scripted Non-Playable Character jest postacią, którą nie kieruje żaden z graczy i jest zaprogramowana w języku Lua.
- SENT – Scripted Entity jest obiektem z zaawansowanym skryptem, który wykonuje jakąś czynność.
- STOOL – Scripted Tool jest to narzędzie aktywowane Tool Gunem, zaprojektowane do podejmowania różnych interakcji z obiektami w grze.

### ToyBox
W 2010 roku twórca gry, Garry Newman, dodał do niej tzw. ToyBox, który pozwalał pobierać dodatkową zawartość. W trzynastej wersji gry ToyBox został wycofany na rzecz Steam Workshop.

## Wydanie i odbiór
Pierwsza wersja została stworzona przez Garry’ego Newmana i wydana w 2004 roku. Otrzymała wiele nagród Mod of the Year, m.in. w GameSpy, Mod DB i PC Gamer. 29 listopada 2006 roku udostępniono na Steamie wersję dziesiątą. W marcu 2013 ujawniono, że gra przyniosła zyski w wysokości 22 milionów dolarów.